# Emma Roca
Pour les articles homonymes, voir Roca.
Emma Roca i Rodríguez, née le 12 août 1973 à Barcelone, morte le 18 juin 2021, est une sportive espagnole d'endurance pluridisciplinaire, spécialiste de raid nature, de ski-alpinisme et d'ultra-trail. Elle a remporté le titre de championne du monde de raid aventure en 2010.

## Biographie
Très sportive durant sa jeunesse, Emma se lance en compétition en 1995 en participant au raid nature Raiverd en Catalogne puis rejoint l'équipe Buff Thermocool.
Parallèlement à son activité en raid nature, elle se lance en ski-alpinisme et s'illustre en 2002 en terminant quatrième du relais avec Lali Gendrau lors de la manche de la Coupe d'Europe à Baqueira Beret. L'épreuve comptant comme championnat d'Espagne de la discipline, elle remporte son premier titre national. Elle décroche son premier titre individuel, en s'imposant à Baqueira Beret en 2003. Elle défend avec succès son titre l'année suivante à Formigal.
Elle s'engage dans la promotion du sport féminin et, avec Mónica Aguilera, coorganise depuis 2003 le Women's International Adventure Race, un raid nature réservé aux femmes.
En octobre 2010, elle prend le départ de la Bimbache Extrem Cartilla e León qui accueille les championnats du monde de raid aventure. Dominant l'épreuve, l'équipe franco-espagnole s'impose avec quatre heures d'avance sur l'équipe Blackwater.
À partir de 2011, elle décide de se consacrer aux ultra-trails et s'illustre lors de sa première épreuve au marathon des Sables. Parvenant à courir dans le même rythme que la Française Laurence Klein, elle lutte pour la victoire mais finit par s'incliner pour un peu plus d'une heure. Elle s'illustre ensuite notamment sur l'Ultra-Trail du Mont-Blanc en terminant sur la troisième marche du podium en 2012 et 2013.
Après sa prometteuse quatrième place à la Speedgoat 50K 2013, elle décide de participer à plusieurs des mythiques trails californiens. Le 16 août 2014, elle s'élance sur le Leadville Trail 100 et mène les débats. Elle s'impose en 19 h 38 min 4 s, battant la favorite Liza Howard de plus de vingt minutes. Fin août, elle participe à la Transalpine Run en équipe mixte avec son compatriote Gerard Morales. Menant la course, ils s'imposent sur les sept premières étapes. Battus de huit minutes par le duo de l'équipe Orthomol Sport dans la dernière étape, Emma et Gerard remportent le classement général avec près de deux heures d'avance sur ces derniers.
En 2020, on lui diagnostique un cancer de la vulve. Après une opération réussie, elle se sent prête à reprendre la compétition. Néanmoins la maladie reprend le dessus et elle meurt le 18 juin 2021 des suites de son cancer,.

## Palmarès en raid nature
- 2003
  -  aux championnats d'Europe
- 2010
  -  aux Adventure Racing World Championships

## Palmarès en ski-alpinisme
- 2002
  -  du relais aux championnats d'Espagne
- 2003
  -  de l'épreuve individuelle aux championnats d'Espagne
- 2004
  -  de l'épreuve individuelle aux championnats d'Espagne
- 2005
  -  du relais aux championnats d'Espagne
  -  de la Vertical Race aux championnats d'Espagne
- 2007
  -  du relais aux championnats d'Espagne
- 2008
  - 3e du relais de la Cima d'Asta Skialp (Coupe du monde)

## Palmarès en ultra-trail
| no  | féminin            | Course                                | Longueur | Départ                   | Temps            |
| --- | ------------------ | ------------------------------------- | -------- | ------------------------ | ---------------- |
|     | Médaille d'argent  | Trophée Kima                          | 48 km    | 20 août 2000             | 8 h 37 min 5 s   |
|     | Médaille de bronze | Trophée Kima                          | 48 km    | 25 août 2002             | 8 h 15 min 53 s  |
| 23e | Médaille d'argent  | Marathon des Sables                   | 250 km   | 3 avril-9 avril 2011     | 27 h 46 min 4 s  |
| 35e | Médaille de bronze | Cavalls del Vent                      | 84 km    | 1er octobre 2011         | 12 h 34 min 13 s |
| 37e | Médaille de bronze | Ultra-Trail du Mont-Blanc             | 105 km   | 31 août 2012             | 13 h 23 min 37 s |
| 21e | Médaille de bronze | Ultra-Trail du Mont-Blanc             | 167 km   | 30 août 2013             | 24 h 48 min 14 s |
| 8e  | Médaille d'or      | Ultra Trail Barcelona                 | 114 km   | 27 avril 2013            | 11 h 53 min 31 s |
| 51e | 4e                 | Transvulcania                         | 73 km    | 10 mai 2014              | 8 h 58 min 45 s  |
| 8e  | Médaille d'or      | Leadville Trail 100                   | 100 mi   | 16 août 2014             | 19 h 38 min 4 s  |
| 16e | Médaille d'or      | Transalpine Run                       | 292 km   | 30 août-6 septembre 2014 | 30 h 50 min 55 s |
| 4e  | Médaille d'or      | Ultra Trail Barcelona                 | 100 km   | 26 avril 2014            | 10 h 58 min 25 s |
| 29e | 5e                 | Western States 100-Mile Endurance Run | 100 mi   | 27 juin 2015             | 20 h 12 min 0 s  |
| 4e  | Médaille d'or      | Otter African Trail Run               | 42 km    | 17 octobre 2015          | 5 h 7 min 37 s   |
| 9e  | Médaille d'argent  | Hardrock 100                          | 100 mi   | 8 juillet 2016           | 29 h 36 min 40 s |
| 29e | Médaille de bronze | Grand Raid                            | 167 km   | 20 octobre 2016          | 30 h 10 min 53 s |
| 25e | Médaille d'argent  | Penyagolosa Trails CSP                | 107 km   | 12 mai 2018              | 14 h 57 min 58 s |
| 55e | Médaille de bronze | Ultra-Trail Australia                 | 100 km   | 18 mai 2019              | 12 h 14 min 23 s |

## Ouvrages
- (ca) Emma Roca, Non stop!, Cossetània Edicions, 1er mars 2013  (ISBN 978-8490341148)